# Raschitor
Le Raschitor est une percée dans le mur d'enceinte de la ville de Worms du début du XXe siècle composée de trois arches.

## Construction
L'architecte et urbaniste Georg Metzler a conçu les plans de la percée pour mieux relier les zones extérieures de la ville au centre-ville. La percée du mur médiéval eut lieu en 1907/08. À la même époque, le mur adjacent restant fut rénové.
Parallèlement, deux autres percées ont été réalisées : l’Andreastor au sud et le passage de la Herzogenstraße à l’est, afin de répondre aux exigences modernes de la circulation.
Aujourd'hui, le Raschitor, en tant qu'élément des remparts de la ville, est un monument culturel en vertu de la loi sur la protection des monuments de Rhénanie-Palatinat.

## Origine du nom
En raison de la proximité immédiate de la Judengasse (en français : « rue des Juifs ») et de la synagogue, la percée a été nommée d'après le savant juif Raschi.